# Autohtoni kultovi u Istri

Autohtoni kultovi u Istri religijski su kultovi u antičkoj Istri koji su se, unatoč mnoštvu orijentalnih, grčkih ili rimskih kultova, održali kroz stoljeća, što govori o snazi domaće duhovne ostavštine na istarskom poluotoku. 
Oni su na neki način sprječavali potpunu romanizaciju istarskog domaćeg društva, i u tome uspjeli čak do raspada Rimskoga Carstva. Ti su kultovi danas poznati zbog doseljenika koji su naselili naše krajeve i uzeli domaće bogove za zaštitu te im zavjetovali spomenike.

## Geopolitički položaj Istre u antičko doba
O antičkoj Istri i narodu Histra znamo iz djela grčkih i rimskih pisaca, i to otkako su pražitelji Histri počeli komunicirati s Grcima, Etruščanima i Rimljanima, što ih dovodi u civilizacijski krug Sredozemlja i Europe.
O Istri znamo i iz (grčkih) mitova o zlatnom runu i Argonautima, gdje se spominje kako su Kolhiđani nakon smrti njihovog vođe Apsirta putovali Dunavom (Istros) prema Jadranskom moru, tamo naišli na područje Istre te naselili njezinu obalu i kvarnerske otoke, utemeljivši na tom putovanju grad Polai (današnja Pula). Podaci o Istri još se mogu naći u pisanim djelima Kvinta Enija, Hostija i Tita Livija.
U antičko doba Istra se smatrala područjem južno od linije Trst-Rijeka, koja je išla prirodno brdovitim lancem, koji je pak bio unutrašnjim dijelom Istre i visokog krškog područja Ćićarije. Na jugoistočnom dijelu Istru presijeca masiv Učke.
Što se tiče geopolitičkog položaja, granice Istre išle su od zapada kod rječice Timave, na granici kolonija Akvileje i Tergeste, pa sve do rijeke Raše i masiva Učke na istoku.
Za vrijeme protopovijesti i antike, u Liburniju je spadalo područje od Raškog zaljeva do Rijeke. Takva upravna podjela postojala je od 1. stoljeća pr. Kr., sve do 2. stoljeća po. Kr. Na području između Timave i Raše nalazila su se plemena Histra, a istočni su dio poluotoka naseljavala plemena Liburna.   
Glavni su putovi u Istri išli kroz riječne doline Mirne (Ningum), Dragonje (Argaone) i Raše (Arsia) gdje su i postavljene granice između Istre i provincije Dalmacije.
Jako dobar položaj Istre, razvedenost obale, a osobito južne i zapadne te velik broj otočića, bili su razlog dobroj trgovini i razmjeni dobara. Postojala je velika morska komunikacija sa sjevernom Italijom te na jugu s Dalmacijom, Grčkom i Apulijom. Istra je tako kroz sva razdoblja bila podložna utjecaju raznih trgovačkih i kulturnih utjecaja, ali je svejedno zbog svog specifičnog kopnenog položaja sačuvala svoje protopovijesne, prapovijesne i tradicijske značajke.

## Istra u antičko doba
Već u 3. stoljeću pr. Kr. Rimljani pokazuju težnje prema istarskom poluotoku i to zbog gospodarskih i političkih razloga. Godine 221. pr. Kr., histarska plemena počinju gubiti samostalnost, a na njihov teritorij dolazi rimska vojska s ciljem kažnjavanja histarskih gusara, što će dovesti do razrušavanja naselja Histra uz obalu. Tit Livije u svojim spisima spominje Histre za vremena rimskog odlučujućeg pohoda - u tim spisima se spominju dva kralja iz 2. stoljeća pr. Kr., što dovodi do zaključka da su Histri bili na pragu oblikovanja vlastite države. 
Zbog konstantnih sukoba s Histrima, Rimljani 181. godine pr. Kr. kao vojnu bazu osnivaju Akvileju. Godine 177. godine pr. Kr. pada Nezakcij, kada je i prekinut samostalan razvoj Histra. To područje otada se nadzire sporazumnim dogovorom između Rimljana i histarskih zajednica – doduše, u to vrijeme Istra nije bila u cijelosti rimska, ali su Rimljani uspjeli osigurati odgovarajući nadzor u njezinom većem dijelu. Također su oteli veći dio zemljišta od autohtonog stanovništva kojeg je naselilo kolonijsko stanovništvo, gdje su se organizirala prostrana imanja. Preostalo zemljište pripalo je autohtonom stanovništvu, ali uz određene uvjete, konkretnije, za korištenje za lov i(li) ispašu. 
Histri su bili ograničeni sužavanjem gospodarske i političke autonomije, imali su zabranu gusarenja, pristupa rimskoj vojsci te zabranu razmjene dobara sa susjednim plemenima, s kojima su razmjenjivali osnovne predmete za život. U 1. stoljeću pr. Kr., za vrijeme Cezara, na već naseljenim mjestima, utemeljene su mnoge rimske kolonije (colonia Iulia Pola), gdje je naseljeno do tristo stanovnika.
Gradovi na istarskoj obali uvijek su bili lojalni rimskoj upravi i nisu sudjelovali u građanskim ratovima. Za vrijeme Oktavijana, grade se poznati spomenici poput slavoluka Sergijevaca, amfiteatra u Puli te Augustova hrama, kroz koje možemo pratiti procvat rimskog urbanizama i graditeljstva i u kolonijama. U tom uglavnom mirnom razdoblju, istarski poluotok doživljavao je i gospodarski i društveni procvat. Car August proširit će područje Italije priključenjem većeg dijela istarskog poluotoka sjevernoitalskoj pokrajini Veneciji, čime nastaje i deseta italska regija – Venetia et Histria. Istra je podijeljena na tri dijela prema kolonijskim gradovima Pule, Poreča i Trsta.
Proces romanizacije u Istri, koji je kulminirao prihvaćanjem latinskog pisma, umjetnosti i kulture, ne širi se samo iz novoutemeljenih posjeda u unutrašnjosti Istre već i iz priobalnog područja gdje su vlasnici bili carevi i članovi carske obitelji. Za vrijeme rimske vladavine, privreda u Istri se temeljila na uzgoju pšenice, maslina i vinove loze, a uz obalu na ribolovu i uzgajanju školjaka, o čemu govore i antički pisci Plinije i Kasiodor.
Društveni i javni život odvijao se na forumima kao i ostatku antičkog svijeta, a u vilama rustikama i manjim vilama postojali su larariji i domaća svetišta gdje su nađeni zavjetni žrtvenici grčkim, italskim, orijentalnim te autohtonim božanstvima. Romanizacija je postupno utjecala na starosjedilačko stanovništvo, prekinula je razvoj tradicijske autohtone kulture i stopila se s tekovinama rimske civilizacije. Prvo je napredovala u obalnim područjima, ali se s Augustom širi i u unutrašnjost Istre. 
Na području pulskog agera otkriven je velik broj zavjetnih žrtvenika koji spominju autohtona božanstva. Većinu tih žrtvenika dali su posvetiti orijentalci, koji nakon naseljavanja više vjeruju u snagu autohtonih kultova, nego u službena rimska božanstva. Autohtono stanovništvo očuvalo je običaj pokapanja, odnosno spaljivanja pokojnika te unošenja pepela izravno u jamu bez ikakvih urni.
Pod ostalim carevima Istra se nije previše mijenjala. U doba Hadrijana u 2. stoljeću po. Kr. podijeljena je na četiri upravna područja kojim su upravljali konzuli. Nakon 395. dijeli sudbinu zapadnih pokrajina Carstva, kada je dolazak barbara započeo gospodarsku i društvenu dekadenciju.

## Autohtoni istarski kultovi
Bogat duhovni život kod autohtonog stanovništva antičke Istre bio je odraz njihove kulture i društvenog života koji su se razvijali kroz stoljeća. Zahvaljujući duhovnoj ostavštini mogu se složiti neki od djelića svakodnevnog života domaćeg stanovništva. Autohtoni su kultovi na istarskom tlu u rimsko doba bili popularni i istodobno se štovali kao i carski kultovi, odnosno autohtoni i carski kultovi imali su isto značenje. Tome je pridonijela rimska tolerancija na nerimsku religiju. Koloni, oslobođenici ili robovi brzo su prihvatili domaću religiju zajedno s rimskom državnom i stavljali se pod njezinu zaštitu, najvjerojatnije radi osiguranja boljih životnih uvjeta na novim prostorima. 
Najuvjerljiviju analizu autohtonih istarskih kultova načinio je J. Medini koji je opisao pojedina božanstva, izvršio katalogizaciju spomenika, njihova podrijetla te podrijetla dedikanata.
Rimska okupacija Istre bila je 177. godine pr. Kr., a do dolaska Rimljana na njezinu su se području uglavnom štovala ženska autohtona lokalna božanstva. Iako je u 12. godini pr. Kr. došlo do graničnih i etničkih podjela – naime, tada je granica carstva pomaknuta na rijeku Rašu, čime su zapadna, srednja i južna Istra postale dijelom desete italske regije Venetia et Histria, a istočna je ušla u sastav provincije Dalmacije (kasnije Liburnija) – religija i kult autohtonih stanovnika još od prapovijesnog vremena u odnosu s grčkim i rimskim religijama može se pratiti na području cijele Istre kroz antičko doba. Autohtona božanstva poznajemo s ostataka votivnih spomenika i njihovih natpisa podignutih u rimsko vrijeme. Iznimka je momumentalna prapovijesna skupina skulptura žene koja rađa (Magna Mater) i muškog božanstva (jahač).
Skulpture su pronađene u Nezakciju, poznatom utvrđenom gradinskom naselju nastanjenom još od prapovijesti, koji se smatra glavnim gradom plemena Histra. Prema Titu Liviju, Rimljani su osvojili Nezakcij 177. godine pr. Kr., kada su se sukobili histarski kralj Epulon i vojnik rimskog vojskovođe Marka Klaudija, Pulhra. Histri su se inače nalazili na prostoru cijelog Istarskog poluotoka i bili u dodiru s ostalim plemenima, kao npr. s Karnima – granica na zapadu do rijeke Rižane, ili s Japodima, gdje je granicu predstavljala Ćićarija na sjeveru.
Jedan od najbitnijih razloga za napad Rimljana na Histre bilo je gusarstvo kojim su ometali plovidbu sjevernim Jadranom. Rimljani su ih napali već 221. godine pr. Kr., ali su se tada zadovoljili samo usmenim obećanjem o nenapadanju. Rimljani će kasnije, 177. godine pr. Kr., postaviti niz vojnih točaka duž obale. Ipak, u to vrijeme još nije zapravo započela romanizacija Istre, jer još nema tragova naseljavanja.
Nakon 1. stoljeća po. Kr. Nezakcij stječe status municipija, a osim tog važnog statusa, on nosi status i najstarijeg autohtonog kulturnog i kultnog središta Istre. Postojala je velika povezanost s helenističkim svijetom, što je vidljivo iz ukrasa na kamenim pločama, odnosno arheološkim materijalnim dokazima. Tamo je zastupljen jedan od najznačajnijih kultova od prapovijesnih vremena – kult plodnosti (Magna Mater), koji je došao s Istoka, a manifestira se u obliku žene koja rađa, a kako se ta skulptura u Nezakciju kao dvojstvo nalazi sa skulpturom jahača kojem je reljefno istaknut falus, definitivno se povezuje uz kult oplodnje i rađanja. Takvo prikazivanje u antičkoj umjetnosti u monumentalnoj kamenoj skulpturi nigdje nije prikazano na takav realističan način.
Na području Istre samo nađen je samo jedan spomen na jedino muško autohtono božanstvo, što je začuđujuće jer je u antičko doba bilo poznato puno muških božanstava. Radi se o Melosoku Augustusu, a smatra se da ranije spomenuti prapovijesni nalaz konjanika možda predstavlja ovo autohtono božanstvo.
Postoji još jedan prapovijesni nalaz koji pokazuje autohtone božanske značajke, a to je Dvojna glava. Prikazan kao skulptura sa sijamski spojenim glavama, s dva lica, a podsjeća na Jan(us)a Bifronsa, najstarije latinsko božanstvo, boga svih početaka. Skulptura je napravljena tako da podsjeća na likove Kora s atenske Akropole, u čemu je zamjetan grčko-arhajski utjecaj, ali smatra se, uzmemo li u obzir da su Histri bili povezani s Etruščanima, kao i neke sličnosti sa skulpturom Apolona iz Veja, da bi izvor ove skulpture mogao biti italski.
Svi navedeni bitni nalazi nađeni su u Nezakciju, koji pokazuje da je kroz prapovijest i antiku bio središte kulturnih, trgovačkih i religioznih putova u Istri i to zahvaljujući Histrima. Tamo se kroz antiku, ali i svojevrsni autohtoni proces, štuje i kult plodnosti povezan s Magnom Mater, odnosno štovanjem Velike Majke. Taj kult rasprostranjen je po cijeloj Istri pa ga nalazimo i u Puli na zavjetnim natpisima, a nađen je i natpis iz naselja Jesenovik u kojem se navodi taj kult.
U antičko vrijeme, istarski je poluotok bio poprište štovanja velikog broja autohtonih ženskih božanstava čija su se imena, u jednoj od dvije varijante, sačuvala uglavnom na žrtvenicima. Od božanstava koja su pronađena i koja se štuju kroz cijelo rimsko razdoblje najvažnija su: Borija (Boria), Trita, Nebre, Sentona, i Eja (Eia) ili Ica i Irija Venera.
Budući da su Rimljani imali iznimnu toleranciju što se tiče religije i vjerovanja, autohtona su se božanstva mogla štovati usporedo s rimskom božanstvima. U istarskim se područjima to radilo na tršćanskom, pulskom i porečkom ageru. Smatra se da su autohtoni kultovi u antičkoj Istri bili pod utjecajem helenističkih vjerovanja na antičkom Sredozemlju, a također se smatra da su na njih uvelike utjecali Etruščani. 
Velika rasprostranjenost ženskih kultova ukazuje na prevagu matrijarhata, i to prije vojne demokracije Histra. Najpoznatiji kult koji se štovao bio je ranije spomenuti kult plodnosti, a svi kultovi su ostali vjerni domaćoj tradiciji, dok su u rimsko vrijeme ostali priznati u autohtonom obliku ili u rimskoj verziji, odnosno 'interpretatio romana'.

## Spomenici autohtonim božanstvima

### Ajtika (Aitica)
Zavjetni žrtvenik ovog božanstva nađen je u luci Rabac. Ima oštećen zabat i natpisno polje koje je ukrasnom letvicom odvojeno od zabata.  Na zabatu se nalazi isklesan ženski lik koji na sebi ima nabranu haljinu, a u lijevoj ruci drži klas. Desno od ženskog lika prikazan je žrtvenik koji ima vijenac na prednjoj strani. Natpisno polje sadrži tekst: „Božanskoj Atici. Voltimes od (obitelji) Tita Gavilija“. Pretpostavlja se da žena prikazuje personifikaciju Ajtike, lokalne božice koja se povezivala s karakteristikama italske Tellus ili Ceres, kao i s kultom Demetre i Kore, ili sve zajedno – s podzemnim svijetom, kao i s plodnosti koja se personificira klasom žita, kojeg pak nalazimo kao simbol navedenih božica.

### Boria (Borias)
Zavjetni žrtvenik ovom božanstvu nađen je u Puli, a sastoji se od trostruko profilirane baze, natpisnog polja te gornjeg dijela koji nedostaje, a sastojao se od arhitrava i uzglavnica. Na natpisnom polju nalazi se tekst: „Evangel (rob) pulskih kolona Boriji zavjet ispunjava od srca prema zasluzi“.  Božanstvo Boria (Borias) originalno je histarsko božanstvo, pretpostavlja se da je bilo ime božice vjetra koji je sa sjevera puhao u Istri (etimološki povezano sa starogrčkim bogom sjevernog vjetra), što se navjerojatnije nalazi u korijenu riječi današnjeg naziva sjevernog vjetra – bure.

### Eja (Eia)
Nalazi ovoga božanstva postoje na više lokaliteta u Istri: dva zavjetna žrtvenika iz Nezakcija, mali zabat hrama također s istog lokaliteta, zavjetni žrtvenik iz Pule i zavjetni žrtvenik iz Dvigrada.

### Eia Augusta (Nezakcij)
Prvi zavjetni žrtvenik iz Nezakcija ima dvostruko profiliranu bazu, natpisno polje u kojem je tekst raspoređen u pet redaka, s visokim i uskim slovima čija se veličina smanjuje prema dnu. Žrtvenik je iskopan iz ruševina antičkog Nezakcija. Tekst žrtvenika glasi: „Božanskoj Eji Lucije Torije Stefan zavjet ispunjava od srca prema zasluzi“.
Drugi žrtvenik iz Nezakcija nema baze, a natpis mu je oštećen. Natpisno polje ima nejednaka slova koja se nalaze u pet redaka. Natpis ide ovako: „Eji Božanskoj posvećeno. Brisinije Ijer… Zavjet ispunio od srca“. Zanimljivost je da rod Brussinia nije poznat, ali se naslućuje u imenu Brizinus.

### Eia Augusta (Pula)
Baza spomenika ovog zavjetnog žrtvenika četverostruko je profilirana. Natpis se sastoji od šest redaka, a po oblikovanju se dȃ zaključiti da je napis radilo više klesara. Natpis glasi: „Eji Božanskoj Antonija Severina zavjet je ispunila“. Ovaj kult božice Eje specifičan je za Istru.

### Eia Augusta (Dvigrad)
U Dvigradu se nalazi zavjetni žrtvenik s očuvanim samo gornjim dijelom. Spomenik je, nažalost, nagrizen atmosferilijama, djeluje jako rustično, a tekst koji je sačuvan nalazi se u dva retka. Tekst glasi: „Božanskoj Eji. Gnej Polencije“. Ovaj žrtvenik se nalazio i iskopan je u unutrašnjosti bazilike sv. Sofije u Dvigradu.   Zanimljivost ovog spomenika jest u posveti Puljanina, jer je Pollentius lokalni pulski naziv za gradske oslobođenike i njihove potomke.

### Eia (Nezakcij)
U Nezakciju je također pronađen mali zabat hrama, rastavljen u tri dijela. U središnjem dijelu nalazi se medaljon okruglog oblika, dekoriran vijencem od stiliziranog lišća kojeg nose dva genija čije noge završavaju na krajevima lijevog i desnog dijela zabata. U medaljonu se nalazi isklesana ženska glava s pletenicama, koje padaju na goli vrat i grudi. Za ovo božanstvo još nije poznat figuralni prikaz, ali se pretpostavlja da je prikazana žena u medaljonu božica Eja, jer je na području Nezakcija pronađeno više zavjetnih žrtvenika posvećenih Eji. Žena iz medaljona ima ženski stil frizure koji se nosio u doba u doba careva Klaudija i Nerona.

### Genij Barbulan (Genius Barbulanus)
U Sv. Petru kod Medulina nađen je zavjetni žrtvenik Genija Barbulana, ali mu nije sačuvana baza i donji dio natpisne ploče. Napisani tekst nalazi se u četiri retka, ali je vrlo oštećen, s dugačkim, uskim i nepravilnim slovima. U tekstu piše: „Geniju Barbulanskom Publije Flavije Diomed“. Podrijetlo imena Barbulanum nađeno je u dokumentima iz srednjeg vijeka i zapravo je toponim sela ili zaselka, izvedenog od imena Barbula.

### Histrija (Histria)
Spomenici ovoga božanstva nađeni su na više mjesta u Istri. Tako imamo zavjetni žrtvenik iz Poreča, Nezakcija i Pule te nadvratnik iz Rovinja. Histria, Terra Histria ili Istria štovala se na širem istarskom području.

### Terra Histria (Poreč)
U Poreču je nađen zavjetni žrtvenik izrađen iz monolitnog bloka vapnenca, s postoljem, natpisnim poljem te letvicom dvostruko iznad njega koja je dvostruko profilirana. Iznad letvice se nalazi uzglavnica (pulvinus) povezana lancima, koja je na krajevima ukrašena rozetama i glavom bika (bukranij) koja se nalazi u sredini. Tekst žrtvenika glasi: „Karminija Lucijeva kćerka Priska Histriji zemlji zavjet ispunila od srca po zasluzi“.
Žrtvenik je nađen u dvorištu (in horto Mauri), u ruševinama pored zgrade koju nazivaju Neptunov hram u Poreču.

### Terra Histria (Nezakcij)
Oštećeni zavjetni žrtvenik u Nezakciju, ima uništen dio baze te nema uzglavnicu. Spomenik Histriji podignuo je rob ili robinja. Tekst se nalazi u četiri retka, a navodi: „Talasa (robinja) Decijeaca Zemlji Histriji zavjet ispunila od srca po zasluzi.“ B. Forlati Tamaro zbog oštećenja natpisa smatra da se robinja možda nije zvala Thalassa, već Thalamus ili Thalamis.

### Histria (Rovinj)
U Rovinju je nađen nadvratnik u obliku 'tabule ansate' posvećen Histriji. Tekst spomenika nalazi se u tri reda, a slova se, kao u brojnim drugim spomenicima, smanjuju prema dolje. Tekst spomenika kaže: „Svetište Histriji koje je započeo otac Gaj Vibije Var završio i posvetio Kvint Cezije Makrin“. Danas se nalazi u Veroni sa spomenikom iz „svetišta Fortune“.

### Istria (Pula)
U Puli je kod Dvojnih vrata nađen zavjetni žrtvenik bez baze, raspolovljen u dva dijela po središnjoj vertikalnoj liniji. Tekst se može pročitati samo u tri reda: „Eflanija Izijada Istri ispunjava od srca po zasluzi“. Spomenik je datiran u kasnije razdoblje, dakle – 3. ili 4. stoljeće – zbog nedostatka slova „H“ u nazivu, a koje je bilo karakteristično za ranija razdoblja.

### Podrijetlo božanstva Terra Histria
Neki znanstvenici smatraju da Terra Histria nije autohtono božanstvo. Smatra se da je božanstvo zapravo nastalo iz rimskog kulta Terre Mater, što bi značilo da je italskog podrijetla i utjecaja koji se proširio po provincijama. Tellus je starije ime Terre Mater. 
Altheim smatra da to božanstvo ima grčko podrijetlo, koje, kako navodi, uopće nije postojalo kao staro rimsko božanstvo. Weinstock se slaže s njim i smatra da je njeno djelovanje povezano i s plodovima polja, a povezao ju je s kultom mrtvih. H. Le Bonniec tvrdi da je Tellus italsko božanstvo koje su štovali zajedno s Ceres. Latte je potvrdio zajedništvo dvaju božanstava, što potvrđuju i feriae sementivae, odnosno sedmodnevne svečanosti žrtvovanja unaprijed zaklane svinje. Terru Mater dovodi u vezu sa sekularnim svečanostima. Tomas Gesztelyi proučavatelj je kulta Terre Mater koji smatra da je ona vezana uz bujanje vegetacije.
Tellus se s vremenom poistovjetila sa Zemljom poprimivši obilježja grčke Geje. Taj je razvoj bio završen već u 1. stoljeću pr. Kr., a u vrijeme su carstva Tellus i Terra Mater već sinonimi.
Za vrijeme Augusta potonja postaje dio državne religije (štovana s nekolicinom ostalih božanstava za vrijeme „ludi saeculares“, odnosno vjerskog festivala sekularnih igara), kada je izjednačena s Tellus.
Kult Terre Mater nastajao je pod utjecajem grčke Geje i rimske Tellus, a u određeno vrijeme bio je bitan dio državne, carske propagande, koja je izražavala uspješnost i blagostanje Carstva. Weinstock je prvi razmatrao mogućnost personifikacije nekoga kraja u kultu Tellus, a upravo preko natpisa iz Istre pokazuje se aspekt kultnog djelovanja Terre Mater kao zaštitnice područja neke određene regije. Sve žene koje su posvetile žrtvenike italskog su podrijetla.
Natpisi se mogu podijeliti u dvije skupine – u prvu skupinu se izravno navodi ime boginje Terra Mater, a u drugu ulaze natpisi koji spominju božanstvo Terrae Histriae.
Stanovnici antičke Istre poznavali su kult Terre Mater, ali su svi oni bili doseljenici italskog područja; natpisi su pronađeni upravo u priobalnom pojasu koji je bio naseljen došljacima. Smatra se da i druga skupina spomenika također pripada božanstvu Terre Mater, a argumentira se činjenicama da su sva četiri natpisa italskoga podrijetla i da su svi nađeni u priobalnom prostoru i u urbanim sredinama. K tome pridonosi još i lokacija svetišta koja je bila Rovinju, kojeg je također naseljavalo doseljeničko stanovništvo. Takvi oblici štovanja pojavljuju se i u drugim rimskim provincijama. 
U Engleskoj je pronađen žrtvenik koji je carski rob Ateius Cocceianus posvetio zemlji Batavijana (Terrae Bataorum) koji je samo jedan u nizu „tog tipa“.
Iz rimske provincije Dalmacije, iz Hardomlja kod Ljubuškog, pronađen je dio žrtvenika koji je bio posvećen božanstvu ilirske zemlje i Jupiteru (Terrae Hillyricae et Iovi Optimo Maximo). Štovanje kulta Terre Mater rezultat je religijske politike u carsko vrijeme kojom se uz pomoć kultova slavila snaga Carstva. Značenje kulta mijenja se ovisno o potrebama.  U antičkoj Istri se italsko kultno božanstvo poistovjećivalo s pokrajinom, možda čak i kao protuteža tradicionalnom histarskom štovanju ženskih božanstava.

### Irija (Iria)
Posebnost zavjetnog spomenika božanstvu sinkretičkog imena Iria Venus nađenog u naselju Jesenovik jest u natpisnom polju sa slovima isklesanim u ispupčenom reljefu u četiri retka. Natpis kaže: „Iriji Veneri Felikula kćerka Gaja Valerija Optata zavjet ispunjava od srca za zasluge“. Nije poznato gdje se spomenik danas nalazi.

### Meloskok (Melosocus)
U selu Krnica nađeno je više zavjetnih spomenika. Prvom nedostaje gornji dio, ali i baza. Tekst spomenika nalazi se u sedam redaka a glasi: „Uzvišenom bogu Melosoku posvećeno. Gnej Papirije Eumel po zavjetu“. Melosok je izvorni histarski kult muškog božanstva.  Gnirs kao mogućnost daje ideju da je Melosok možda ime nekog brda ili rijeke, prirodnih područja koja su Histri štovali. Girardi-Jurkić smatra da se ipak radi o autohtonom histarskom božanstvu koje se prostorno usko štovalo na nezakcijskom arealu i koje bi, kao jedino muško histarsko božanstvo, moglo biti prikazano kao itifalički jahač, koji se još naziva i 'trački jahač', i to zbog trgovačkih kontakata s Egeidom i povezivanja s mitom o Argonautima. Matijašić ima prijedlog da se Melosok sinkretizira sa Silvanom u tzv. kultnoj zajednici Silvan-Dijana. Mommsen i Schulze kažu da se po imenu vidi da je Melosok izvorni histarski kult zbog gentilicija koji završava na -ocus, kao što su Clangocus, Fervalocus i Laepocus.

### Melosocus Augustus (Krnica)
Ovaj zavjetni žrtvenik teško je oštećen na svim svojim stranama kao i na području natpisnog polja. Natpis je djelomično rekonstruiran prema ostacima i obliku slova: „Melosoku Augustov (rob ili oslobođenik)“.

### Melosocus (Krnica)
Na području Krnice nađen je zavjetni žrtvenik kojem nedostaje dio natpisnog polja i baza. Natpis žrtvenika nalazi se u pet redova, slova su grčka a tekst glasi: Bogu Melosoku Silvester ispunio zavjet. Iznad natpisnog polja se nalazi trostruko profilirani korniš s uzglavnicom (pulvinus). Valja istaknuti da je ovaj spomenik peti nalaz grčkog natpisa u Istri, grčki natpisi su tamo vrlo rijetki. Silvester je dedikant latinskog imena, koji je dedikaciju uklesao grčkim pismom.

### Nebre (Nebres)
Na području Pule nađen je mali zavjetni žrtvenik kojemu nedostaje baza i donji dio natpisa. Natpis se nalazi u tri retka koji glase: „Nebrama. Tercija Augustova robinja za Barbaru (ili Barbara)“. Zbog literarne forme tekst se datira u starija razdoblja i pripada u spomenike rustične forme. Ime Nebres označava histarska božanstva, možda magle, tmine ili uroka.

### Sentona (Sentona)
Spomenici posvećeni Sentoni nađeni su na više područja u Istri: u Plominu, Labinu i Katunu kod Boljuna.

#### Sentona (Labin)
U Labinu su pronađena tri zavjetna žrtvenika Sentoni.
Pronađen je zavjetni žrtvenik s natpisom u tri retka sličnim onome u Plominu, doduše netaknutim za razliku od plominskog. Cijeli je spomenik, u odnosnu na plominski puno manje oštećen. U tekstu se navodi: „Gemin Bonin Hostidukov Sentoni zavjet ispuni od srca po zasluzi“.
Također je nađen zavjetni žrtvenik s tekstom raspoređenim u četiri retka na kojemu su slova visoka i uska. Uzglavnica (pulvinus) napravljena je tradicionalno za prinošenje žrtvava. Tekst glasi: „Sentoni posvećeno. Tulija Fuska zavjet ispuni“.
Treći je zavjetni žrtvenik također s tekstom u četiri retka, s uzglavnicom (pulvinusom) za prinošenje žrtava. Gornji red slova je najveći, dok su ostali međusobno podjednaki. Tekst spomenika slične je formule kao i ostali posvećeni Sentoni i glasi: „Sentoni posvećeno. Gaj Vibije Flor zavjet ispuni od srca po zasluzi.“

#### Sentona (Katun kod Boljuna)
U Katunu je nađen maleni zavjetni žrtvenik (s uzglavnicom) kojem su baza i dio natpisne ploče uništeni. Tekst se nalazi u četiri retka, s oštećenim reljefnim prikazima pa se ne može prosuditi kojim božanstvima pripadaju. Tekst spomenika glasi: „Sentoni Silicije Ruf daruje“.

#### Sentona (Plomin)
U Plominu je nađeno nekoliko zavjetnih žrtvenika Sentoni.
Nađen je jedan jako oštećen zavjetni žrtvenik, posebice na području natpisnog polja. Tekst je bio u tri retka koja su glasila: „Sentoni Silicija zavjet ispuni od srca po zasluzi“.
Drugi je zavjetni žrtvenik s uzglavnicom i s tekstom napisanim u tri retka. U tekstu piše: „Sentoni Sekst Emilije zavjet ispuni od srca po zasluzi“.
Postoje još dva zavjetna žrtvenika Sentoni i izgleda da su oba iz Plomina. Oba su bez ikakvih likovnih prikaza. Prvi spominje: „Sentoni Feliks Augusta našega (rob) zavjet ispuni od srca po zasluzi“. Na drugome je natpis: „Sentoni Eutih zavjet ispuni od srca po zasluzi“.

### Seiksomnija Leucitika (Seixomnia Leucitica)
Nađena je natpisna ploča s tekstom u tri retka sa slovima koja se smanjuju po redovima. Natpisno polje je glatko i odlomljeno u donjem lijevom kutu. Tekst glasi: „Seiksomniji Leucitiki Puljani“. Ploča je otkrivena u Sarašinu pokraj rovinjske Karojbe, na mjestu koje se zove Glavica. Za ovaj se spomenik smatra da spada među najstarije natpise u antičkoj Istri. Božanstvo koje se spominje nađeno je samo na ovom spomeniku, a postoji mogućnost da može biti i keltskog podrijetla.

### Jutosika (Iutossica)
Zavjetni žrtvenik nađen je u Labinu, a nalazi se u tri dijela. U natpisnom djelu stoji: „Tit Granije Voltimesov sin Rufo Jutosiki zavjet ispuni s veseljem prema zasluzi“. Tekst se nalazi u četiri retka.

### Trita (Trita)
Mali zavjetni žrtvenik Trita Augusta pronađen je u Nezakciju, odlomljena vrha s natpisom u dva retka koji jednostavno kazuje: „Božanskoj Triti“. Ovo božanstvo i njegov kult nisu rašireni izvan Istre. Tomaschek ime ovog božanstva uključuje u imena ilirskog podrijetla poput: Tritan, Tritanon u kojima prepoznaje božicu Trita, Traitana. Također se uspoređuje i s Trittiam, božanstvom Galije Narbonenzis.   
Ova božica zdravlja ili nimfa voda otkrivena je u rimskim termama. Natpis na žrtveniku glasi: „Tritae Augustae“, a u njemu se očituje interpretatio romana odnosno dodavanje imena „augusta“ u značenju „božanstvena“. Kao kod božice Eje, riječ je o rimsko-ilirskom božanstvu.

### Jan (Ianus)
U Labinu je nađen veliki ulomak zavjetnog žrtvenika Ianus Pater. Nedostaje mu baza i poprilično je oštećen, a tekst spomenika glasi „Janu Ocu – Kron ispuni zavjet“. Ime zavjetnika nije u cijelosti sačuvano. 
Jan Pater vjerojatno je lokalno božanstvo koje ima sličnosti s latinskim bogom Jan(us)om i njegove utjecaje. Božanstvo je to početka svih stvari, likovno prikazivano s dva lica, uz simbole ključeva i vrata. Kao autohtoni Jan može se prihvatiti Dvojna glava iz Nezakcija ili Pule u 5. – 4. stoljeća pr. Kr.

### Ika (Ica)
U Puli je nađen zavjetni žrtvenik posvećen Iki Augusti. Natpisno polje je oštećeno, tekst je raspoređen u četiri retka, na njemu piše: „Božanskoj Iki posvećeno Vezidije Urso zavjet ispuni od srca prema zasluzi“. Na lijevoj strani žrtvenika nalazi se reljef koji prikazuje ženski lik ispod maslinova stabla ili palme, zaogrnut u kratki hiton, držeći objema rukama veliki srp. 
Ovo božanstvo štovano je na području Plomina, a ime božanstva očuvalo se u imenu malog ribarskog sela u blizini Rijeke. Po reljefu se vidi da je božica bila zaštitnica maslinarstva i plodova. Stoga se i prikazuje uz maslinu, poput genija u Silvanovom kultu iz Buzeta. Postoji mogućnost i da je povezana s nekom od latinskih božica plodnosti i poljodjelstva.

#### Ica (Plomin)
U Plominu je nađen mali zavjetni žrtvenik posvećen Iki, no ne zna se detaljan opis i tekst zavjeta. Taj spomenik bio je najvjerojatnije postavljen iznad izvora ili otvora za vodu. 

## Dedikanti zavjetnih spomenika
Medini je dokazao da su navedene spomenike (žrtvenike) zavjetovali stranci, i to ponajviše Italici, Grci i orijentalci, a nikako domaće stanovništvo. Najčešće su to bili oslobođenici ili robovi. Postoje dvije teze o razlogu i težnji tolikog broja robova i oslobođenika za ostavljanjem zavjetnih spomenika. Jedna kao razlog postavlja otpor administrativnoj romanizaciji u Istri, a druga to pobija, smatrajući da nema smisla pružati otpor onome čega su i sami dio. Dedikanti su podjednako bili i muškarci i žene, a najviše se spomenika nalazi u središtima poput Pule i Nezakcija. Zavjetnici spomenika imaju italska, grčka i orijentalna imena, većina su robovi ili oslobođenici, ali u vrlo rijetkim slučajevima radilo se o ljudima na najvišim položajima (poput visokih državnih službenika). Sve su to uglavnom novodoseljeni ljudi u Istri koji traže okrilje domaćih božanstava.  

## Nalazišta
Autohtoni istarski kultovi u antičkom razdoblju štovali su se na području južno od Limske Drage pa sve do rijeke Raše (Arsia flumen). Štovali su se i na području sjeveroistočnog priobalja do Trsata. Kada se granica Carstva premjestila na rijeku Rašu 12. godine pr. Kr., autohtoni kultovi nastavili su se štovati u desetoj italskoj regiji, ali na područjima pulskog agera, s iznimkom u Poreču i u Liburniji od Raše do Trsata. 
Najviše se nalazišta nalazi na području kolonije Pule, municipija Nezakcija, Labina i Plomina, a ponešto je nađeno i u Poreču. Pronađeno je i registrirano 14 domaćih božanstava, od toga 13 ženskih i samo jedno muško božanstvo. Štovanje autohtonih božanstva može se pratiti do kraja 4. stoljeća, što je poprilično dugo i kasno s obzirom na kršćanstvo, mitraizam te rimska službena božanstva.

## Galerija
- Spomenik autohtonom božanstvu, 1.-2. stoljeće, Istra
- Spomenik autohtonom božanstvu, 2.-3. stoljeće, Istra
- Primjer spomenika autohtonom božanstvu, 2.-3. stoljeće, Istra

## Vanjske poveznice
- Tatić, Danijel. Turistička ponuda zaboravila je istarske bogove  Arhivirana inačica izvorne stranice od 8. siječnja 2014. (Wayback Machine), 10. lipnja 2013.
- Girardi Jurkić, Vesna. Putovi antičkih bogova u Istri